# 蠍 (火影忍者)
蠍（Sasori）是日本動漫系列《火影忍者》中的一個角色。

## 人物

### 外表與性格
他是千代婆婆的孫子，也是砂忍者村的叛忍。過去隸屬傀儡部隊，是位天才傀儡師，其傀儡曾在忍界大戰中將鮮血染遍沙漠，因而獲得赤砂蠍的封號。後來加入「曉」，代表「玉女」的「玉」字戒指佩戴在左手大拇指上。
特徵是一頭紅髮，以及被改造成傀儡的身軀，左胸有一個寫蠍字的圓筒狀再生核，是蠍僅存的肉體（心臟），用來製造查克拉，同時也是蠍的弱點。地達羅曾表示，蠍那暴露出弱點的造型是他因為對自己過於自信，此外蠍可以任意將再生核附到別的傀儡身上，因此也可以說他擁有不死之身。平時躲在傀儡外殼「蛭子」裡面。
擅長操縱人傀儡對付敵人，此外只有蠍能將人殺死後作成人傀儡，並保有其生前的查克拉屬性加以複製忍術，被他暗殺的第三代風影為得意之作。此外其傀儡和武器都帶有劇毒，只要被傀儡攻擊到任何一處受傷都會中毒，即使是擦傷，中毒者無即時解毒三天必亡。

### 身世與經歷
年幼時父母出任務被木葉白牙（旗木卡卡西的父親）殺害，於是製造了兩具貌似父母的傀儡。而勘九郎所使用的三具傀儡：烏鴉、黑蟻、山椒魚也全都是由他所發明。在第二部的20多年前叛離砂忍村，10多年前暗殺了第三代風影並製成傀儡。最初在曉組織中是與大蛇丸聯手，後來則與地達羅搭擋。他認為「藝術是要永久流傳下去的永恆之美」，這點和地達羅的「藝術即是瞬間的虛幻之美」理念有所差別，對此兩人時常發生爭吵。

## 劇情表現

### 風影奪還篇
初次登場時和地達羅一同入侵砂忍者村，使用陷阱解決在山崖處的砂忍們，在強行帶走風影我愛羅後回到基地施展「幻龍九封盡」，隨後和地達羅對決木葉的春野櫻和砂忍的千代婆婆，最後他被對方聯手擊敗，並被祖母以自己過去仿製父母親長相的傀儡刺穿再生核而死，臨死前告訴千代婆婆及春野櫻有關大蛇丸的情報，蠍將在十天後的中午前往草忍者村的天地橋、與派去的臥底藥師兜會合，而解決叛徒大蛇丸的計畫也連帶被改變。他的戒指後亦被與絕一起出現的阿飞（即宇智波带土）回收。據千代婆婆表示，其實蠍清楚的看到致命一擊，但他卻沒躲開，似乎是刻意產生些許空隙，讓自己死於父母傀儡的懷抱之下。

### 第四次忍界大戰篇
漫畫489話裡，蠍被藥師兜以「穢土轉生」召喚出來。忍界大戰時期，被兜指派與地達羅分別利用炸彈與陷阱空襲忍界聯軍，但在出發之前，和地達羅再度產生口角爭執。其後兩人遇上勘九郎與祭所屬的奇襲部隊，蠍利用操偶術控制其他受到「穢土轉生」召喚的忍者，但後來反遭勘九郎的操偶術牽制行動，更發現勘九郎甚至能召喚自己生前被改造成傀儡的那副身軀。蠍對於勘九郎的操偶術較過去大幅提升感到驚訝，但他認為自己能夠在「穢土轉生」狀態下保持不死狀態，已經達到「永恆之美」的終極藝術。此時祭利用水墨召喚兩名巨人與飛鳥，將地達羅與蠍從黏土炸彈貓頭鷹上擊落地面，使得地達羅與蠍因此掉到勘九郎事先布置好的兩具傀儡「黑螞蟻」內，被勘九郎施展「黑秘技·三秘機殺」刺穿身軀導致敗北。
勘九郎認為生前的蠍之所以強大是因為蠍擁有靈魂，並將靈魂與心帶入傀儡當中。雖然蠍曾試著將自己變成傀儡，卻始終無法抹去自己的靈魂。對此勘九郎有所感嘆，蠍本該能夠成為最強的操偶忍者，如今蠍雖然藉著「穢土轉生」恢復了肉身，靈魂卻墮落到跟傀儡一樣，只能受到他人的操控，但正因為蠍的操偶技術與創作傀儡是不朽的，所以他樂意繼承寄宿其精神的傀儡。蠍受到勘九郎的話語感動，將自己父母的傀儡託付給勘九郎，並請求勘九郎要將父母的傀儡繼續傳承下去。在勘九郎答應蠍的請求後，蠍的靈魂亦擺脫了「穢土轉生」的束縛。

## 個人檔案
- 個性: 謹慎、個人主義、急躁
- 喜歡的食物: 不需要吃東西
- 討厭的食物: 不需要吃東西
- 希望交手的對象: 傀儡術的發明者-文左衛門
- 喜歡的話: 藝術就是永恆之美
- 興趣:把被自己打敗的對手製成人傀儡
- 忍者學校畢業年龄：7
- 中忍升級年龄: 8

## 本體
蠍的身體構造：雙肩部，雙旋轉刃，便於近戰。胸中蘊藏大量查克拉絲線，由蠍的肉心臟生產查克拉；腹內裝有帶毒繩鏢；雙手中有砲管，配合背後的水和火捲軸使用；背上裝有4個捲軸。
| 招式名稱        | 簡介 | 種類 | 等級 |
| --------------- | --- | ---- | ---- |
| 傀儡術          | 所有傀儡師所用，用以控制傀儡，蠍曾對千代和小櫻說過：“加上你們，我就有300個收藏品了”，換言之蠍總共有298個傀儡。                                                                                               | 忍   | C    |
| 人傀儡          | 由蠍發明，將人的屍體製成傀儡，可保存那人的查克拉，進而使用其生前的忍術。 | 忍   |      |
| 傀儡替身        | 將再生核射入其它傀儡中，便可以隨時與傀儡交替。 | 忍   |      |
| 潛腦操砂術      | 將尺寸極小的針穿過大腦的記憶中樞，從而封住對象記憶的術，術解除後針也會消失，記憶隨之恢複，對部下的大腦施以此術，讓其潛入敵方陣營，能更爲安全地進行長期的間諜活動，蠍曾用此術於音忍間諜藥師兜和砂隱上忍由良。 | 忍   | A    |
| 火遁·烈火       | 手心會發射火焰。 | 忍   |      |
| 水遁·水刀       | 手心會發射水柱，並藉由轉動手軸來控制水量大小，力量極大，可切開巨石。 | 忍   |      |
| 赤秘技·百機操演 | 蠍最強之術，從右胸射出查克拉絲，控制數百名傀儡攻擊對手，蠍曾用此術攻下一個小國。 | 忍   | S    |
| 操偶誘敵爆彈    | 地達羅和蠍合體技，將引爆黏土事先埋設他人身上，再由蠍的傀儡線控制他用來牽制敵人，最後由地達羅進行引爆，漫畫517話展現。                                                                                        | 忍   |      |
| 操演·人身枒功   | 以查克拉線連接並操控人體，將人當作傀儡使用。原本是在傀儡被破壞時，使用戰場上屍體來戰鬥的忍術。 | 忍   | A    |

## 傀儡·十八番蛭子
由被殺死的別村忍者製成之人傀儡，能讓蠍整個人都藏身其中，像一個堅硬的人形外殼，背部是個鬼臉，並且伸出像蝎子一樣尖銳的金屬尾巴，尾巴上有毒，頭部口中可以放出毒針，一隻手可以飛出並向四周發射毒針。
| 招式名稱 | 簡介                                   | 種類 | 等級 |
| -------- | -------------------------------------- | ---- | ---- |
| 義手千本 | 從手上飛出並向四周發射大量千本。       | 忍   |      |
| 砂分身   | 砂化的替身，動畫中和勘九郎交手時展現。 | 忍   | -    |
| 毗沙悶   | 以蝎子一樣的尾巴卷擊敵人。             | 體   |      |

## 傀儡·第三代風影
由10年前被他擄走殺死的第三代風影製成的人傀儡，也是蠍最喜歡的傀儡收藏品，右手能伸出許多把劇毒大刀，左手能變成堅韌的電鋸。還能使用三代風影生前最強的忍術「砂鐵」，因為三代風影擁有將高度凝煉的查克拉轉化為磁力的特殊體質，其生前曾將此能力與以前守鶴人柱力的忍術做結合，使砂鐵能任意變化成各種形態甚至作為武器攻擊，還能侵入傀儡當中使其癱瘓，而且蠍又在砂鐵摻入毒素，使其成為砂隱最可怕的武器。
缺點是砂鐵控制射程精度差，會耗費大量查克拉，因此近身補刀時，被已經解毒的小櫻偷襲打碎。
| 招式名稱 | 簡介 | 種類         | 等級 |
| -------- | --- | ------------ | ---- |
| 毒霧     | 可由咒符變出多隻手，手中放出毒氣。                                                                                       | 忍           |      |
| 千手操武 | 右手能伸出許多把劇毒大刀。左手展開後能用咒符變出多隻手，外加能放出毒氣和苦無的裝置，袖口還能伸出類似電鋸的機關作為武器。 | 忍           | C    |
| 砂鐵驟雨 | 利用三代風影的磁力查克拉性質造成斥力，向對手極速發射難以閃躲的飛石狀砂鐵，被擊中的傀儡會被砂鐵侵入而無法使用。           | 血繼限界、忍 | -    |
| 砂鐵結襲 | 操控砂鐵塊、砂鐵錐、砂鐵矛重擊敵人使其重傷，被擊中的傀儡會被鐵砂侵入而無法使用。                                         | 血繼限界、忍 | -    |
| 砂鐵界法 | 由砂鐵極速組合成大範圍樹枝狀結界刺向敵人，被刺傷的人會中毒，但會耗費大量查克拉。                                         | 血繼限界、忍 | -    |
| 砂鐵散擊 | 不作任何變化，像霧一般擊向敵人，使沾染者癱瘓，喪失戰鬥力                                                                 | 血繼限界、忍 | -    |
| 砂鐵天翼 | 三代風影生前用以飛空作戰的術，也能讓翼像巨鳥的翅膀一般擴大包圍施術者作為絕對防禦。                                       | 血繼限界、忍 | -    |
| 羅刹之盾 | 集結大量鐵礦砂形成超高強度的絕對防禦，能將血繼限界的磁力、共振斥力合二爲一，可反射一切金屬忍具。                         | 血繼限界、忍 | -    |

## 戰績
- 敗於小南並加入曉
- 勝於298人（包括「第三代風影」和「十八番蛭子」）
- 勝於大蛇丸
- 勝於帶刀
- 勝於勘九郎
- 勝於沙忍追蹤小隊
- 亡於春野櫻及千代婆婆
- 被藥師兜以穢土轉生召喚
- 敗於勘九郎與祭